# Tragedi på en lantkyrkogård
Tragedi på en lantkyrkogård (en inglés: "Crimes of Passion: Tragedy in a Country Churchyard"), es una película sueca estrenada el 20 de noviembre de 2013 dirigida por Christian Eklöw y Christopher Panov.
La película es la sexta y últimaentrega de la franquicia de la serie de películas Crimes of Passion.
Basadas en las novelas de crimen de la autora sueca Dagmar Lange más conocida como "Maria Lang".

## Historia
Durante la víspera de Navidad se puede ver a una persona entrando a escondidas en la iglesia, en donde roba la plata. Poco después Eje y Puck son invitados a la casa de la familia de Puck a pasar las fiestas. En la cena se encuentran con Tord, el tío de Puck y el párroco local, también asisten su pequeña hija Lotta y la ama de casa Hjördis, finalmente a los invitados se les une el profesor de egiptología Johannes Ekstedt, el padre de Puck.
Mientras tanto Barbara se encuentra con otro hombre en su habitación cuando su esposo Arne (quien es dueño de la tienda local de comestibles) llega a la casa, pero el hombre logra huir por la ventana. Mientras los Ekstedt celebran Barbara entra y les dice que su esposo a desaparecido, cuando salen a investigar Puck y Lotta encuentran a Arne asesinado detrás del mostrador de su tienda, por lo que Christer Wijk llega de Estocolmo para investigar el crimen.
La policía descarta a Connie, el dueño anterior de la panadería y actual asistente y a su medio hermano Mårten, luego de que varias personas los vieran en la ciudad al momento del crimen. Por otro lado Barbara quiere cambiarse ropa y le pide a Eje que la acompañe a su casa, Puck se pone celosa y decide acompañarlos, Christer también va con ellos, de regreso Barbara se queda en la vicaría.
Cuando Christer interroga a Connie, este le revela que había ido a la tienda de comestibles para conseguir más vodka y había descubierto el cuerpo de Arne, por lo que huyó. Poco después Puck descubre a Barbara y Mårten abrazándose. Mientras Eje ayuda a Barbara a recoger las perlas de su collar se golpea en la cabeza y ella le da un beso en la frente, cuando Eje sale de la habitación, Puck lo ve y se pone más celosa, en la noche Puck no puede dormir y le dice a Eje que no puede dejar de pensar en Barbara y cuando Eje le contesta que él tampoco, Puck nuevamente se pone celosa y lo golpea en el brazo.
Cuando Lotta ve una antorcha en el bosque le llama la atención y sale de la casa a escondidas para investigar, cuando se dan cuenta de que no está en su cama, salen a buscarla, cuando llegan a la iglesia la encuentran atada y descubren que todos los objetos de plata robados han aparecido, cuando interrogan a Lotta, ella les dice que el hombre le había tapado los ojos y que una mujer le había atado las manos, pero no sabía quiénes eran.
Susane joven del coro de la iglesia le dice a Christer que su madre Tekla había matado a su padre, cuando la cuestionan más sobre el asunto se revela que su padre había sufrido de apéndice reventado y su madre no había buscado ayuda a tiempo, antes de morir su padre le había dicho a Arne lo sucedido y desde entonces él había estado chantajeando a Tekla y esa era la razón por la cual Arne tenía una gran cantidad de dinero a pesar de que su negocio era un fracaso.
Cuando Puck escucha a Barabara diciéndole a su tío que no siente lo mismo por él, su odio hacia ella crece más, este aumenta aún más cuando Barbara le dice que Eje le compró el vestido que está usará para el funeral de Arne, cuando Barbara se va Puck busca a Eje y discuten, sin embargo logran resolver el conflicto y terminan besándose.
Cuando Puck ve a Barbara salir de la casa, ella y Lotta comienzan a seguirla y  cuando escuchan un grito corren hacia donde iba Barbara y la encuentran muerta con una herida en la cabeza. Cuando Christer reúne a todos Mårten admite haber robado la plata de la iglesia porque Barabara le había dicho que no podría hacerlo, luego ella lo había devuelto a su lugar cuando descubrió el robo pero el vicario la había visto, como castigo el viario Tord convierte a Mårten en el nuevo ujier, y cuando Mårten se da cuenta de que Susanne lo había amado desde hace mucho tiempo deciden irse juntos.
Cuando Puck, Eje y Christer buscan a Hjördis la encuentran en la casa y la ven sosteniendo un cuchillo contra la garganta de Lotta. Finalmente descubren que Hjördis había sido la que le había dado a Arne el dinero para comprar su tienda y en la víspera de Navidad se suponía que él le pagaría, pero cuando Arne se rehusó Hjördis le había asesinado golpeándolo en la cabeza con un hacha. Lotta logra escaparse y cuando Hjördis intenta huir es detenida por Eje y Christer.

## Personajes

### Personajes principales
| Actor          | Personaje        | Ocupación                     |
| -------------- | ---------------- | ----------------------------- |
| Tuva Novotny   | Puck Ekstedt     | -                             |
| Linus Wahlgren | Einar "Eje" Bure | Historiador                   |
| Ola Rapace     | Christer Wijk    | Superintendente de la Policía |

### Personajes secundarios
| Actor                 | Personaje        | Ocupación                                      |
| --------------------- | ---------------- | ---------------------------------------------- |
| Katia Winter          | Barbara          | -                                              |
| Reuben Sallmander     | Arne             | Dueño de la Tienda Local / Esposo de Barbara   |
| Johan H:son Kjellgren | Johannes Ekstedt | Profesor de Egiptología / Padre de Puck        |
| Jacob Ericksson       | Tord Ekstedt     | Párroco Local / Tío de Puck                    |
| Ella Fogelström       | Lotta Ekstedt    | Hija de Tord                                   |
| Emil Almén            | Connie           | Asistente de la Panadería / ex-Dueño           |
| Anastasios Soulis     | Mårten           | Medio Hermano de Connie                        |
| Sissela Kyle          | Tekla            | Miembro del Coro de la Iglesia                 |
| Natalie Minnevik      | Susanne          | Miembro del Coro de la Iglesia / Hija de Tekla |
| Sofia Bach            | Hjördis          | Ama de Llaves de Tord                          |
| Liv Mjönes            | -                | Ama de Casa                                    |
| Susanne Thorson       | -                | Ama de Casa                                    |
| Kim Sulocki           | -                | Esposo                                         |
| Måns Nathanaelson     | -                | Esposo                                         |
| Anders de Wahl        | -                | Narrador (archivo antiguo)                     |

## Producción
La sexta y última película fue dirigida por Christian Eklöw y Christopher Panov, escrita por Alex Haridi y Inger Scharis (en el guion).
Producida por Renée Axö, también contó con los compositores Karl Frid y Pär Frid, y en la cinematografía con Andres Rignell.
La película fue estrenada el 20 de noviembre de 2013 en Suecia con una duración de 1 hora con 33 minutos.
Contó con la compañía de producción "Pampas Produktion".
En el 2014 fue distribuida por "Yleisradio (YLE)" a través de la televisión y por "SF Film Finland (2014)" en Blu-ray DVD en Finlandia. 

### Emisión en otros países
| País      | Título                                                                              | Fecha de Estreno                               |
| --------- | ----------------------------------------------------------------------------------- | ---------------------------------------------- |
| España    | Crimes of Passion: Tragedia en un cementerio                                        | -                                              |
| Finlandia | Maria Lang: Murhenäytelmä hautausmaalla Murhenäytelmä hautausmaalla (título de DVD) | 27 de junio de 2014 (estreno en DVD y Blu-ray) |